# 日田市歌
「日田市歌」（ひたしか）は、日本の大分県日田市が制定した市歌である。作詞・山口扶美、作曲・松田一二三。

## 解説
1940年（昭和15年）12月11日に日田郡の6村が合併して市制を施行した記念事業として、半年後の1941年（昭和16年）5月5日に市章と合わせて制定された。大分県内の現行市町村歌としては、1935年（昭和10年）制定の「別府市歌」に次いで2番目に古い。
『日田市三十年史』『日田市40年史』のいずれにも制定日と歌詞および楽譜、作詞・作曲者の氏名は記載されているが作成経緯については記されておらず、日田市役所では口伝により「作詞、作曲ともに公募ではないかと聞いている」としている。作曲者の松田は宇佐郡長洲町（現在の宇佐市）出身のヴァイオリン奏者で、東洋音楽学校を卒業したのち1930年（昭和5年）に大分市で松田音楽院を開いたことが知られる。
日田市役所では市歌の演奏機会について「市政功労者表彰式（毎年一一月三日）、成人式、市庁舎での新年仕事始め式で歌われている。また、市制七〇周年記念式典（平成二二年一二月五日）で歌われた」とする。特に旧市域では2005年（平成17年）に日田郡の2町3村を編入合併する以前から毎年5月に開催されている「音楽大パレード」の演奏を通じて馴染み深く、合併後の2020年（令和2年）には市民体操として「日田市歌元気体操」が考案された。

## 備考
日田市郡合併協議会に参加していた日田郡天瀬町、大山町、前津江村、上津江村および中津江村はいずれも日田市に編入合併されたため、従来からの日田市の法人格が存続したことに伴い市歌も「日田市歌」に統一された。
合併協定書では「市の歌については、必要に応じて新市において制作する」と取り決められているが、旧市域において「日田市歌」が広範に浸透していることもあり、合併を機とした市歌の「代替わり」や新規の愛唱歌等の作成を求める動きは編入された町村を含めて特に見られない。

### 日田市へ編入された町村の歌
2005年（平成17年）に日田市へ編入された町村の歌は以下の通りである。いずれの楽曲も公的な町村歌としては合併時に失効・廃止の扱いとなっているが、各地域の住民が自主的に継承しており公民館の集会などで演奏される場合がある。
なお天瀬町と中津江村では町村歌を制定していなかったが、前者はご当地ソング「天ヶ瀬物語」、後者は村の教育委員会が推薦していた「中津江音頭」「中津江小唄」が地域のイメージソングとして使用される場合がある。
町民の歌 (大山町)
作詞：桑野晴彦 補作詞・作曲：本間繁義
大山町の「町民の歌」（ちょうみんのうた）は1976年（昭和51年）に制定された。大山町青年団が「全町民がいつでもどこでも歌って踊れる曲を作ろう」と企画・提唱し、町民歌と町民音頭の歌詞を募集したもので作曲者の手配とボニージャックスが町民歌、三橋美智也が「大山音頭」（作詞・作曲者は町民歌と同じ）を歌唱するシングル盤（規格品番：NCS-838）の委託製造はキングレコードが行っている。
上津江村の歌
「上津江村の歌」（かみつえむらのうた）は、旧日田郡上津江村の村歌である。作詞：野中史子、作曲：中村八大。
大山町の「町民の歌」と同じくキングレコードがボニージャックスの歌唱によりシングル盤（SS-3782）を製造している。B面曲は民謡「どっこいせ節」。
星輝く郷
「星輝く郷」（ほしかがやくさと）は、旧日田郡前津江村が選定した村民愛唱歌である。作詞・作曲は佐藤宗幸。
村制当時は公的に制定されたものではなかったが「村歌に相当するイメージソング」として扱われており、合併後も前津江中学校の文化祭「星輝祭」での斉唱が継続されている。